# アマタ・コーポレーション
アマタ・コーポレーション（英語: Amata corporation、略称AMATA）は、タイの工業団地開発会社である。
タイにおいて、工業団地開発・運営の最大手。タイとベトナムで工業団地プロジェクトを進める。
日系企業も多く入居している。
チョンブリ県にアマタナコーン工業団地、ラヨーン県にアマタシティー工業団地、ベトナムにアマタシティビエンホア工業団地を保有している。
SET 50 Indexの採用銘柄である。(2008年2月現在)